# DuckTales – Neues aus Entenhausen
DuckTales – Neues aus Entenhausen (teilweise Geschichten aus Entenhausen) ist eine US-amerikanische Zeichentrickserie von Disney, ausgestrahlt ab 1987. Ein gleichnamiger Reboot startete 2017.

## Inhalt
Hauptfigur ist Dagobert Duck (Scrooge McDuck), der bis zu dem Zeitpunkt lediglich in drei Filmen, darunter Scrooge McDuck and Money (1967) und Mickey’s Christmas Carol (1983), und einigen Werbespots bewegt zu sehen war. In DuckTales – Neues aus Entenhausen wird er begleitet von Donald Ducks Neffen Tick, Trick und Track (Huey, Dewey und Louie); aber auch einige von Carl Barks erfundene Figuren aus den Disney-Comics, die bisher noch nie im Film zu sehen waren, wie Daniel Düsentrieb (Gyro Gearloose), Gustav Gans (Gladstone Gander), Mac Moneysac (Flintheart Glomgold) oder die Hexe Gundel Gaukeley (Magica De Spell), haben ihren Auftritt.
Die ebenfalls von Carl Barks erfundenen und in zahlreichen Disney-Comics auftretenden Panzerknacker (Beagle Boys) hatten zwar im 1987 erschienenen Kurzfilm Goofy im Fußballfieber (Sport Goofy in Soccermania) ihren ersten animierten Auftritt, wurden aber in animierter Form erstmals in DuckTales – Neues aus Entenhausen als unterschiedliche Persönlichkeiten eingeführt und mit eigenen Namen ausgestattet. Die bekanntesten Panzerknacker aus DuckTales sind Oma Knack (Ma Beagle), Karlchen Knack (Bigtime Beagle), Burger Knack (Burger Beagle), Kuno Knack (Bouncer Beagle), Schlabber Knack (Baggy Beagle), Bankjob Knack (Bankjob Beagle), Babyface Knack (Babyface Beagle), Knubbel Knack (Bugle Beagle oder Bebop Beagle) und Megabyte Knack (Megabyte Beagle).
Neu eingeführt wurden die Figuren Quack, der Bruchpilot (Launchpad McQuack), der Butler Johann (Duckworth) sowie die Gouvernante Frieda (Mrs. Beakley) und ihre Enkelin Nicky (Webby Vanderquack), ein Mädchen etwa im Alter von Tick, Trick und Track. Des Weiteren kommen in späteren Folgen der tollpatschige Pfadfinder Doofy (Doofus), der schusselige Buchhalter Fenton Crackshell sowie sein Alter Ego, der Superheld „Krach-Bumm Ente“ (Gizmoduck), und die Steinzeitente Bubba vor. An den letzten beiden Figuren, welche in der zweiten Staffel eingeführt wurden, bemängelten manche Fans, dass diese nicht in die Welt von Entenhausen passen würden.
Donald Duck kommt nur in acht Folgen der ersten Staffel, hauptsächlich als Nebenfigur, vor. Die meiste Zeit dient er als deckschrubbender Matrose auf dem Flugzeugträger von Admiral Griemitz.
In der Folge Im Goldrausch tritt erstmals Dagoberts einzige große Liebe, Nelly (als „Glitzer Goldie“), auf. Sie wurde auch von Don Rosa in Onkel Dagobert – Sein Leben, seine Milliarden verwendet.

## Produktion und Veröffentlichung
Die erste Staffel (1987–1988) der DuckTales bestand aus 65 Episoden, Staffel zwei bis vier erreichte noch einmal 35 Geschichten. Mit insgesamt 100 Episoden war DuckTales die längste Disney-Serie, bis sie von Phineas und Ferb abgelöst wurde. Die ersten fünf Folgen wurden auch am Stück als Pilotfilm (DuckTales auf Schatzsuche) ausgestrahlt. Für die Animation der Serie war das japanische Animationsstudio TMS Entertainment und das taiwanesische Wang Film Productions zuständig, das auch weitere Disney-Cartoons animierte, sowie das australische Burbank Films für die Folge Arme reiche Ente. Alle Staffeln der Serie liefen in den USA von 1987 bis 1990.

### Deutsche Fassung
| Figur                | Originalsprecher  | Deutscher Sprecher                                                   |
| -------------------- | ----------------- | -------------------------------------------------------------------- |
| Dagobert Duck        | Alan Young        | Hermann Ebeling (S1) Joscha Fischer-Antze (S2-4)                     |
| Tick Duck            | Russi Taylor      | Stefan Krause (1989) Ranja Bonalana (1991)                           |
| Trick Duck           | Russi Taylor      | Santiago Ziesmer (1989) Ranja Bonalana (1991)                        |
| Track Duck           | Russi Taylor      | Oliver Rohrbeck (1989) Ranja Bonalana (1991)                         |
| Nicky                | Russi Taylor      | Janina Richter                                                       |
| Frieda               | Joan Gerber       | Gisela Fritsch                                                       |
| Daniel Düsentrieb    | Hal Smith         | Karl-Ulrich Meves                                                    |
| Mac Moneysac         | Hal Smith         | Klaus Miedel Hans Teuscher (Ep. 95, 99, 100)                         |
| Quack der Bruchpilot | Terence McGovern  | Engelbert von Nordhausen                                             |
| Babyface Knack       | Terence McGovern  | Peter Schiff                                                         |
| Johann               | Chuck McCann      | Helmut Ahner                                                         |
| Burger Knack         | Chuck McCann      | Hans-Jürgen Dittberner                                               |
| Kuno Knack           | Chuck McCann      | Karl Schulz                                                          |
| Oma Knack            | June Foray        | Barbara Ratthey                                                      |
| Gundel Gaukeley      | June Foray        | Inken Sommer                                                         |
| Bubba                | Frank Welker      | Stefan Krause                                                        |
| Phantom Klecks       | Frank Welker      | Klaus Sonnenschein                                                   |
| Schlabber Knack      | Frank Welker      | Thomas Petruo                                                        |
| Karlchen Knack       | Frank Welker      | Tobias Meister                                                       |
| Bankjob/Ede Knack    | Peter Cullen      | Wolfgang Kühne Heinz-Theo Branding (Ep. 19)                          |
| Admiral Grimitz      | Peter Cullen      | Lothar Köster Andreas Berg-Hanft (Ep. 30) Wolfgang Völz (Ep. 62, 63) |
| Bürgermeister        | Peter Cullen      | Heinz-Theo Branding                                                  |
| Bebop/Knubbel Knack  | Brian Cummings    | Thomas Keck                                                          |
| Doofy                | Brian Cummings    | Ulrich Gressieker                                                    |
| Donald Duck          | Tony Anselmo      | Thomas Keck                                                          |
| Gustav Gans          | Rob Paulsen       | Joachim Tennstedt                                                    |
| Fenton Crackshell    | Hamilton Camp     | Andreas Mannkopff                                                    |
| Kater Karlo          | Will Ryan         | Gerd Duwner                                                          |
| Kommissar Hunter     | Corey Burton      | Helmut Krauss                                                        |
| Dijon                | Richard Libertini | Eberhard Prüter                                                      |
| Nimmermehr           | N. N.             | Joachim von Ulmann                                                   |

Die Synchronisation der ersten Staffel erfolgte ab 1989 für die ARD. DuckTales wurde zunächst im Vorabendprogramm und später im Disney Club, Käpt’n Blaubär Club und Tigerenten Club gezeigt. Die Synchronisation wurde von der Interopa Film in Berlin, mit Dialogbüchern geschrieben von Eberhard Storeck, erstellt. Synchronregisseur Thomas Keck übernahm die Sprechrolle Donald Ducks vor der Etablierung dessen Stammsprechers Peter Krause, da die Neusynchronisation der Cartoons noch nicht begonnen hatte. Für die Erstausstrahlung wurden noch der englischsprachige Vorspann verwendet. Die etablierten deutsche Rollennamen und Sprecher wurden in der deutschen Synchronisation des Kinofilmes Jäger der verlorenen Lampe nicht berücksichtigt.
Während für die deutsche Erstausstrahlung der ersten Staffel Tick, Trick und Track jeweils individuelle Sprecher bekommen hatten, wurden für die Wiederholungen (ab 1991 im Disney Club) alle drei Rollen mit der Sprecherin aus dem Kinofilm besetzt. In Folge 52 (Geschäfts-Geist), in der Dagobert eine Reise in die Zukunft unternimmt, wurden für die gealterten Neffen die Originalsprecher beibehalten. Im Zuge der Wiederholung wurde auch das Titellied erstmals eingedeutscht. Statt einer direkten Übersetzung entstand eine eigenständige Fassung, die Figuren wie Pluto und Goofy erwähnt, obwohl diese nie in der Serie auftreten. In einer Folge des Disney Clubs wurde das Intro mit einem veränderten deutschen Text vom Kinderchor Happy Kids gesungen, dessen Verwendung den damals anstehenden DuckTales-Film bewerben sollte. Im Film selbst wurde diese Version des Liedes jedoch nicht verwendet.
Die deutsche Erstausstrahlung der zweiten bis vierten Staffel erfolgte erst ab 1995 auf Das Erste, wodurch teilweise andere Sprecher verwendet wurden: So wurde Dagobert Duck in der ersten Staffel von Hermann Ebeling gesprochen, ab der zweiten Staffel von Joscha Fischer-Antze, der bereits im Kinofilm als Dagobert zu hören war.
Eine Episode der dritten und vier Episoden der vierten Staffel wurden in Deutschland erst im Jahr 1998 auf Super RTL ausgestrahlt.

### Heimkino-Veröffentlichung
Am 1. September 1990 wurden erstmals vier Folgen der ersten Staffel als VHS unter den Titeln Enten-Beben und Mikro-Enten vom All veröffentlicht. Am 12. September 1991 erschienen drei weitere Doppelfolgen: Abenteuer auf hoher See, Abenteuer im Morgenland und Hotel zur wunderlichen Ente.
Am 5. April 2007 erschienen die ersten DuckTales-Episoden auf DVD. Es wurden drei Einzel-DVDs veröffentlicht, wobei auf Ducktales – Geschichten aus Entenhausen – Volume 1 die Episoden 6–11 enthalten sind, auf DuckTales – Geschichten aus Entenhausen – Volume 2 die Episoden 12–18 und auf DuckTales – Geschichten aus Entenhausen – Volume 3 die Episoden 19–25. Am 25. Oktober 2012 wurden dieselben 20 Episoden unter dem Titel DuckTales: Geschichten aus Entenhausen – Collection 1 erneut veröffentlicht, diesmal allerdings als 3-DVD-Box. In diesem Zuge wurden auch noch weitere Folgen der Serie auf DVD veröffentlicht. Die ebenfalls aus 3 DVDs bestehende Box DuckTales: Geschichten aus Entenhausen – Collection 2 erschien am 5. Dezember 2012 mit 24 weiteren Episoden, nämlich den Episoden 1–5 und 33–51. Am 7. März 2013 wurden schließlich in der 3-DVD-Box DuckTales: Geschichten aus Entenhausen – Collection 3 die bisher letzten 24 Folgen der Serie auf DVD veröffentlicht. Diese DVD-Box enthält die Episoden 52–75.

Bis heute sind folglich erst 64 der eigentlich 100 Episoden in deutscher Sprache auf DVD erschienen, und zwar die Episoden 1–25 und 33–65 der 1. Staffel und die Episoden 66–75 der 2. Staffel. Es fehlen daher noch die Episoden 26–32 der 1. Staffel, die Episoden 76–93 der 3. Staffel und die Episoden 94–100 der 4. Staffel. Ob die DVD-Box DuckTales: Geschichten aus Entenhausen – Collection 4 mit den restlichen 36 Episoden erscheinen wird, ist derzeit unklar. In englischer Sprache wurden allerdings bereits alle 100 Episoden in vier „Volumes“ auf DVD veröffentlicht.
Am 30. Januar 2012 wurden fast alle DuckTales-Episoden in 8 „Volumes“ auf iTunes veröffentlicht. Bis auf kleine Verschiebungen durch die Einteilung in „Volumes“ wurde die deutsche Erstausstrahlung von 1989 beibehalten. In den Dateiinformationen sind jedoch die Daten der US-Ausstrahlung angegeben. Allerdings wurden von den insgesamt 100 Folgen nur 98 veröffentlicht. Es fehlen die Folgen 59 Der Schrecken des Universums und 62 Zerreißprobe für einen Helden. Die Serie ist seit März 2020 auch bei Disney+ verfügbar, aufgeteilt in drei Staffeln. Auch hier fehlen zwei Folgen.

## Adaptionen
1990 gab es mit DuckTales: Der Film – Jäger der verlorenen Lampe noch einen Kinofilm. Im Februar 2015 wurde ein Reboot der Serie angekündigt, das unter gleichem Namen seit 2017 auf dem Sender Disney XD ausgestrahlt wird.
DuckTales erhielt in den USA auch zwei Comicheftserien. Die erste lief mit dreizehn Ausgaben beim Verlag Gladstone von 1988 bis 1990, die zweite bei Disney Comics mit 18 Ausgaben von 1990 bis 1991. Auch ein Kindermagazin wurde nach der Serie publiziert, das Comics enthielt, darunter eine Ausgabe, für die der Zeichner Don Rosa die Geschichte schrieb. 2018 und 2019 brachte das Lustige Taschenbuch eine Sonderreihe namens Lustiges Taschenbuch DuckTales heraus.
Die Serie wurde auch in Video- und Computerspiele umgesetzt: Für das Nintendo Entertainment System und den Nintendo Game Boy erschien 1989 das Spiel DuckTales. Für den PC, Amiga und C64 erschien mit dem Titel DuckTales – The Quest for Gold ein weiteres Spiel, mit ähnlicher Spielmechanik. Für die Nintendo-Systeme folgte eine Fortsetzung unter dem Namen DuckTales 2, die sich vom Ablauf und der Thematik an den ersten Teil anlehnt. Im März 2013 kündigte Publisher Capcom ein Remaster des ursprünglich für das NES erschienen Duck Tales-Erstlings, unter dem Namen DuckTales Remastered, für die Download-Plattformen auf PlayStation 3, Xbox 360 und Wii U an. Das Spiel erschien am 15. August 2013, Capcom kündigte an, bei Erfolg von DuckTales: Remastered weitere Remakes älterer Spiele zu veröffentlichen.

## Belege
1. ↑  Becky Fuller: DuckTales Reboot Teaser Confirms Summer 2017 Premiere Date. 7. Dezember 2016, abgerufen am 26. März 2024 (englisch).
2. 1 2  DuckTales – Neues aus Entenhausen (1987–1990). In: Deutsche Synchronkartei. Abgerufen am 12. April 2025.
3. ↑  Peter Krause. In: Deutsche Synchronkartei. Abgerufen am 10. April 2025.
4. ↑  Disney Club (ARD), bei Zeichentrickserien.de.
5. ↑  Disney’s Ducktales – Enten-Beben. Walt Disney, 1. September 1990, abgerufen am 26. März 2024 (deutsch).
6. ↑  Disney’s Ducktales – Mikro-Enten vom All. Abgerufen am 26. März 2024.
7. ↑  Disney’s Ducktales – Abenteuer auf hoher See. Walt Disney, 12. September 1991, abgerufen am 26. März 2024 (deutsch).
8. ↑  Disney’s Ducktales – Abenteuer im Morgenland. Walt Disney, 12. September 1991, abgerufen am 26. März 2024 (deutsch).
9. ↑  Disney’s Ducktales – Hotel zur wunderlichen Ente. Walt Disney, 12. September 1991, abgerufen am 26. März 2024 (deutsch).
10. 1 2  Ducktales – Geschichten aus Entenhausen, Vol. 1. Walt Disney, abgerufen am 26. März 2024.
11. ↑  amazon.de – DVD & Blu-Ray – Ducktales – Geschichten aus Entenhausen, Vol. 2. Abgerufen am 12. Mai 2021.
12. ↑  amazon.de – DVD & Blu-Ray – Ducktales – Geschichten aus Entenhausen, Vol. 3. Abgerufen am 12. Mai 2021.
13. ↑  David Block, Steve Clark, Terence Harrison: Ducktales: Geschichten aus Entenhausen – Collection 1. Walt Disney, 25. Oktober 2012, abgerufen am 26. März 2024.
14. ↑  David Block, Steve Clark, Terence Harrison: Ducktales: Geschichten aus Entenhausen – Collection 2. Walt Disney, 5. Dezember 2012, abgerufen am 26. März 2024.
15. ↑  David Block, Steve Clark, Terence Harrison: Ducktales: Geschichten aus Entenhausen – Collection 3. Walt Disney, 7. März 2013, abgerufen am 26. März 2024.
16. ↑  David Block, Steve Clark, Terence Harrison: Ducktales: Geschichten aus Entenhausen – Collection 3. Walt Disney, 7. März 2013, abgerufen am 26. März 2024.
17. ↑  ducktales.fandom.com – List of episodes (DuckTales 1987). Abgerufen am 19. Mai 2021.
18. ↑  iTunes – TV Sendungen – Disney’s Ducktales, Vol. 1.
19. ↑  Arthur A.: Disney bringt die “DuckTales” 2017 ins Fernsehen zurück! In: Filmfutter.com. 25. Februar 2015, abgerufen am 23. Februar 2025.
20. ↑  dailydot.com: 10 Fakten über DuckTales (siehe Fakt 7), abgerufen am 19. August 2018 (englisch).
21. ↑  Wenn DuckTales: Remastered erfolgreich ist, folgen weitere Remakes. In: ntower.de. 18. August 2013, abgerufen am 23. Februar 2025.